# Коросозерка
Нела (Коросозерка, Кяргозерка, Павлова) — река в России, протекает по Сегежскому и Беломорскому районам Карелии.
Исток — в Сегежском районе. Под названием Павлова течёт до Кяргозера, под названием Кяргозерка — до Нелозера, принимая левый приток из озера Среднего. Ниже Нелозера называется Нелой, протекает через Коросозеро, впадая в него в километре восточнее бывшего посёлка Коросозера.
Впадает в озеро Пулозеро. Высота устья — 108,9 м над уровнем моря. Длина реки составляет 33 км, площадь водосборного бассейна 240 км².
К бассейну реки также относятся озёра: Шайозеро и Среднее.

## Данные водного реестра
По данным государственного водного реестра России относится к Баренцево-Беломорскому бассейновому округу, водохозяйственный участок реки — реки бассейна Онежской губы от южной границы бассейна реки Кемь до западной границы бассейна реки Унежма, без реки Нижний Выг. Речной бассейн реки — бассейны рек Кольского полуострова и Карелии, впадает в Белое море.
Код объекта в государственном водном реестре — 02020001412102000007099.